# Acrocercops macroplaca
Acrocercops macroplaca är en fjärilsart som beskrevs av Edward Meyrick 1908. Acrocercops macroplaca ingår i släktet Acrocercops och familjen styltmalar. Inga underarter finns listade i Catalogue of Life.